# 约翰·阿摩司·夸美纽斯
约翰·阿摩司·夸美纽斯（捷克語：Jan Amos Komenský，音译：扬·阿莫斯·考门斯基，其他語言：匈牙利語：；1592年3月28日—1670年11月15日），是一位以捷克語為母語的摩拉維亞人，職業為教師、教育家與作家。他曾擔任弟兄合一會的最後一任主教，然後成為宗教難民，並且是公共教育的最早擁護者，其理念在他所著作的《大教學論》中提出。他被認定為現代教育之父。康米紐斯首開先例，引入有插圖的教科書，並以母語撰寫而非拉丁文；也運用了有效教學，這基於由簡單至全面概念的自然逐步生長脈絡。除此之外，他支持終身學習與發展非死背的邏輯思考，提倡並支持貧困兒童必須要有同等的機會，對婦女要打開大門提供教育，以及教學必須要有通用性與實用性。他曾在歐洲不同的地方居住與工作，包含了瑞典、波蘭立陶宛、外西凡尼亞、神聖羅馬帝國、英格蘭、荷蘭與匈牙利王國。

## 生平

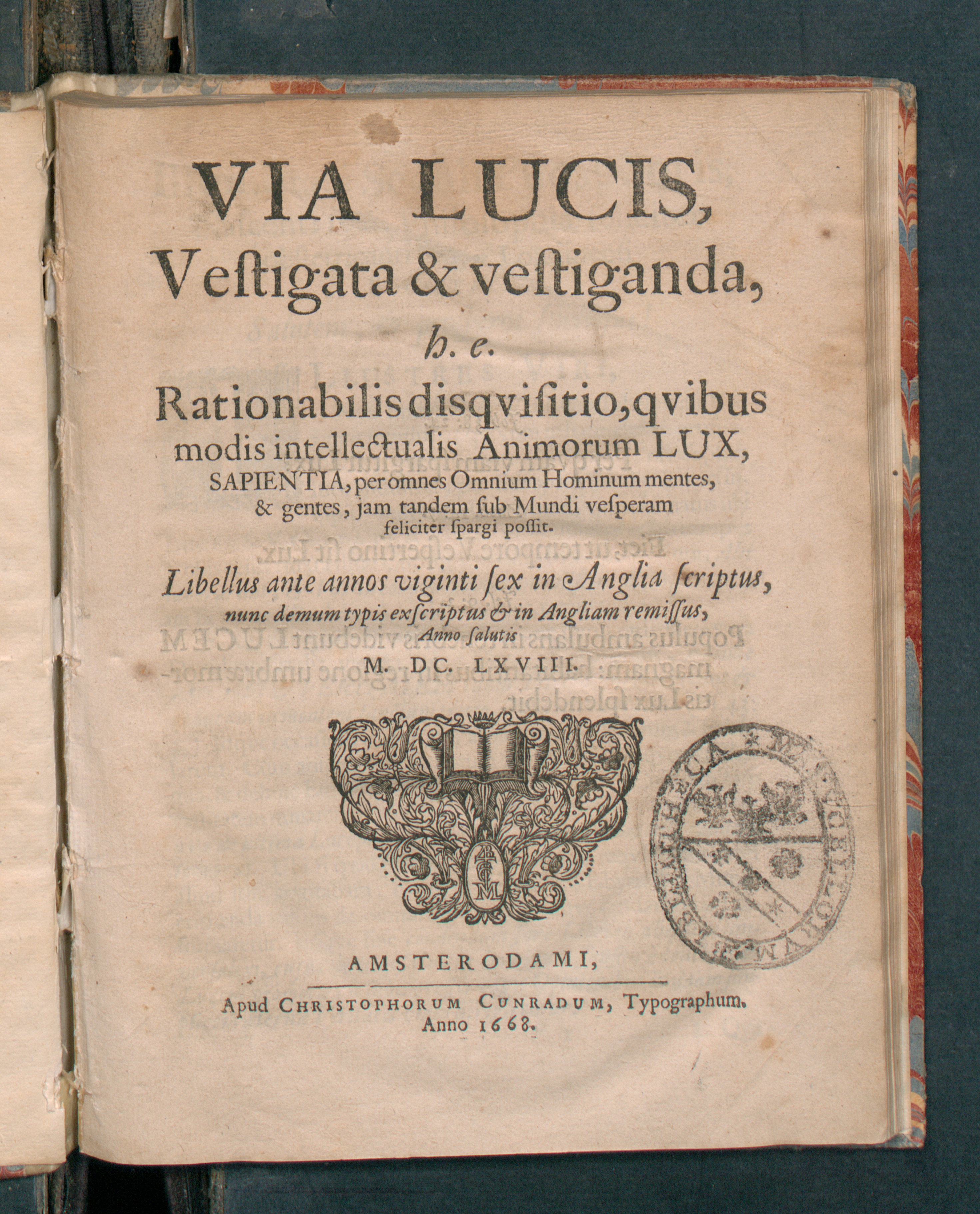
Via Lucis', 1668

康米紐斯出生於摩拉维亚，但沒有歷史記錄記載他的確切出生地。目前有三個地點可能是他的出生地：科姆那、尼奈斯與烏赫爾布羅德（三地位置皆位於捷克南摩拉维亚的烏赫爾堡區）。
他早逝的父親生前是波西米亞兄弟會成員，一個在三十年戰爭前夕仍處於魯道夫二世保護之下，相當寬容的福音新教團體。在夸美纽斯的母親及姊妹去世之後，夸美纽斯由親戚撫養長大。
從1608年到1611年夸美紐斯就讀于普热罗夫的兄弟會高級文科中學，在那裡他接受了賜名阿摩司。從1611年起夸美纽斯在喀爾文教派的Herborn大學研讀神學，之後1613年起就讀於海德堡大學。在兩間學校他都登記自己的名字為 Nivanus/Nivnicensis。直到1623年才出現他父親取的名字 Komensky，而直到1627年才出現他拉丁文的名字 Comenius。
在海德堡因為經濟困難無法繼續攻讀博士，夸美纽斯回到摩拉维亚，並且於1614年到1617年在普热罗夫的兄弟學校擔任校長及老師。1616年夸美纽斯被授與兄弟會牧師的聖職。1618年到1621年夸美纽斯是Fulnek兄弟會的領導者。在這個時期他和第一任妻子Magdalaena Vizovska結婚，她是夸美纽斯兄弟會一位主教Lanecius的親戚。當1620年在白山的戰爭天主教同盟的波蘭波西米亞階級戰敗時，所有非天主教教派的追隨者都加入。
夸美纽斯在整個摩拉维亚地區一直更換不同的地點躲藏，當時他的妻子和女兒留在Fulnek，而他的第二個女兒也在Fulnek出生了。在Fulnek被大火摧毀後，夸美纽斯的妻子和兩個女兒於1622年共同死於傳染病。夸美纽斯先是在Karl von Zierotin波西米亞的莊園找到了若干年的庇護。這個時期他於1624年和第二任妻子Dorothea Cyrillova結婚，她是兄弟會四位長老之一的女兒。婚後夸美纽斯有了三個女兒和一個兒子。
在格尔利茨、柏林和荷蘭短暫的停留以及重返摩拉维亚之後，1628年夸美纽斯和他的家庭最終必須離開這個國家，並且和數以千計在波蘭的莱什诺的其他戰爭受害者展開逃亡，在那裡他們建立起自己擁有教育的城市，而夸美纽斯也在接下來的幾年將擔任一所兄弟會高級文科中學的老師並且獲得一份微薄的薪水。當這個文學上最有生產力的時期夸美纽斯贏得整個歐洲哲學家和智者的好聲望，並且也擴往北美洲。經由Samuel Hartlib的邀請夸美纽斯1641年到1642年到英國旅遊並且在那邊介紹他的Pansophie。
1642年夸美纽斯應丹麥工業家Louis de Geer之邀前往荷蘭、德國和瑞典，在荷蘭他和笛卡兒碰面。之後夸美纽斯留在受瑞典管治的埃尔布隆格，並且也把他的家人從莱什诺接來。從1644年起夸美纽斯擔任埃尔布隆格高級文科中學的教授，並且多次旅行德國和瑞典。1648年他回到莱什诺，同一年他的第二任妻子過世。1648年同時夸美纽斯也被任命為兄弟會首任主教。1649年夸美纽斯和他第三任妻子Johanna Gajusova一起去莱什诺。
1650年夸美纽斯應特兰西瓦尼亚統治的Rakoczis之邀前往沙罗什帕塔克（Sarospatak，今属匈牙利）。在沙罗什帕塔克，夸美纽斯被授命改革諸侯拉丁學校。在諸侯Sigismund Rakoczi於1652年去世後，夸美纽斯必須再度離開特兰西瓦尼亚，並於1654年經過斯洛伐克和西里西亚回到莱什诺，在那裡直到波蘭士兵對這城市的破壞之前他一直留到1656年。
之後夸美纽斯直到去世都住在阿姆斯特丹。夸美紐斯在1670年11月15日去世。七天後夸美纽斯於11月22日葬在纳尔登（Naarden）。2005年6月捷克票選「最偉大的捷克人」（Největší Čech）中，他排名第四。

## 教育观點
在夸美纽斯教育學的中心觀點中存有一種基督人類的生命形塑。夸美纽斯的教育學的一個哲學基礎宣稱：「所有的人都應該被准許完全學會世界上所有東西」。夸美纽斯不只要求不強迫的課程，他更拒絕各種方式的強迫。這由他的座右銘可看出：「一切順其自我內在動機而流，暴力遠離事物」。夸美纽斯視通往智慧的成人教育為拯救之路，由此路途人性從腐爛的錯誤中重新回到世界的秩序，如同上帝所預見一般。
夸美纽斯提出學習的法則是經由學習之前先做、語言介入之前先學習觀察、學習外語之前先學習母語、認字之前先學習範例。
在夸美纽斯教學法的作品中他要求學校體制的普遍改革，針對所有階層的青少年和少女給予一個長達12年的統一的學校教育義務。之後有才能的應該被教導，其他的人繼續上拉丁學校的教育，18到24歲的人從大學畢業。夸美纽斯針對教育的要求具改革性之處是針對男孩也針對女孩。課程的清楚易懂和結構性，課程與生活及更多事物的連結。許多原則在今日仍是教育體制的組成部分。
夸美纽斯是教學法的奠基者。他發展出近代第一個有系統建立的教學法。

## 著作
夸美纽斯最有名的著作是《敞開的語言之門》，其為首次結合事物課程和語言課程，並且被翻譯為12個歐洲國家的語言以及若干個亞洲國家語言。而《圖畫中可見的世界》（又譯《世界圖解》）加上Janua的插畫則是所有兒童圖畫書的鼻祖。它不只是第一本插畫童書，同時也是給兒童的第一本百科全書。
夸美纽斯的教育學主要著作是《宇宙教育》，其為Consultatio catholica七冊中的第四冊，而《大教學論》是教學法歷史中最重要的一本著作。夸美纽斯極少的詩作的一部分則由Jan simon Vaclav在他的作品中公開。

## 對現代的意義
夸美纽斯可被視為17世紀最偉大的教育家。他賦予了教育學一個新的方向。夸美纽斯是第一個提出兒童教育學的人。然而他仍然未將兒童時期視為獨立的階段。兒童對於夸美纽斯而言不是如同之後盧梭或蒙特梭利所說的現在，而是作為以後成人生活的準備，其牽涉到永恆生命的準備。然而夸美纽斯被視為在方法上、在教學法上和在內容上不同兒童時階段的教育學先驅中的其中一位。雖然仍是非常粗略的建構，但比起當時的習慣已是越來越複雜。
夸美纽斯針對本質上全面性給所有人的普遍教育這個基礎的要求，以及針對女孩、社會上弱勢與精神上退化的族群在教育政治上的機會平等，觀點和獨立的原則，自我理智運用的教育，一所對生命友善的學校和一種沒有暴力的教育的想法，都是至今仍然適用的。而夸美纽斯通往人性的人的教育和藉此形成改善世界的目標也同樣適用。
夸美纽斯對人類世界的希望，改善人的生活的進步把他和現在相連結。近代也有夸美纽斯對人類中心位置之於世界更新過程的想法，對於夸美纽斯當然不是由上帝來解決。夸美纽斯是一位介於文藝復興和啟蒙運動的連接者：一方面具有神學的傳統，另方面也強調了每個人自我負責和獨立的理性。